# Nevil Sidgwick
Nevil Vincent Sidgwick (Oxford, 8 maggio 1873 – Oxford, 15 marzo 1952) è stato un chimico inglese, che diede notevoli contributi alla teorie della valenza e del legame chimico.
Dopo aver trascorso alcuni anni alla Rugby school, Sidgwick seguì studi universitari a Oxford nel college Christ Church e si dottorò all'Università di Tubinga.
Trascorse quasi tutta la sua carriera nella città di nascita, diventando membro del Lincoln College di Oxford nel 1901, dove fu Professore di Chimica dal 1935 al 1945.
Sidgwick studiò la struttura atomica e la sua importanza nel legame chimico. Diede una interpretazione del legame nei composti di coordinazione, dando risalto al significato di legame dativo. Insieme ai suoi studenti dimostrò l'esistenza e l'importanza del legame a idrogeno.
Nel 1927 introdusse il concetto di effetto della coppia inerte, che descrive come gli elementi più pesanti del blocco p siano stabili in uno stato di ossidazione inferiore di due rispetto al massimo.
Nel 1940 nella Bakerian Lecture tenuta alla Royal Society assieme a Herbert Marcus Powell correlò la geometria molecolare con il numero di elettroni di valenza dell'atomo centrale. Queste idee furono in seguito sviluppate da Ronald Gillespie e Ronald Nyholm portando alla teoria VSEPR.
Tra i suoi lavori compaiono The Organic Chemistry of Nitrogen (1910), The Electronic Theory of Valency (1927), Some Physical Properties of the Covalent Link in Chemistry (1933), e l'autorevole The Chemical Elements and their Compounds (1950).